# 唐邕
唐 邕（とう よう、生没年不詳）は、中国の南北朝時代の官僚・政治家。字は道和。本貫は太原郡晋陽県。

## 経歴
唐霊芝の子として生まれた。532年（太昌元年）、推薦を受けて高歓に仕え、直外兵曹をつとめ、記録を管掌した。筆記や計算を得意とし、記憶力に優れていたため、事務能力を認められて、高澄の下で大将軍府参軍に抜擢された。549年（武定7年）、高澄が晋陽で殺害されると、高洋が夜間に唐邕を召し出して差配させたが、その対処が迅速だったため、唐邕は高洋に重んじられるようになった。北斉が建国されると、文宣帝（高洋）は連年のように出征したが、唐邕は必ずつき従って、軍事の機密を管掌した。556年（天保7年）、羊汾堤で講武がおこなわれると、唐邕は諸軍の節度を総べるよう命じられた。講武が終わると、宴射の礼を取り仕切った。559年（天保10年）、文宣帝に従って晋陽に赴き、給事黄門侍郎・中書舎人を兼ねた。
560年（乾明元年）、常山王高演が大丞相となると、唐邕は相府司馬を代行した。同年（皇建元年）、給事黄門侍郎に任じられた。天統初年、侍中・并州大中正に任じられ、さらに護軍の任を加えられた。後に趙州刺史として出された。568年（天統4年）10月、尚書右僕射に任じられた。571年（武平2年）2月、尚書左僕射に転じた。572年（武平3年）2月、尚書令となり、晋昌王に封じられた。574年（武平5年）2月、高思好の乱を討ち、録尚書事となった。
576年（武平7年）、北周の武帝率いる親征軍が侵攻してくると、北斉の丞相の高阿那肱が防戦の指揮に当たったが、唐邕が高阿那肱の命じる分遣を引き受けなかったため、両者の関係は険悪化した。高阿那肱は斛律孝卿を派遣して唐邕を譴責した。後主が晋陽に入ると、斛律孝卿が騎兵の財務を担当して、唐邕の意見が聞き入れられなかったため、唐邕はますます鬱屈した。後主が平陽の戦いに敗れた後、狼狽して鄴都に逃げ帰ると、唐邕は高阿那肱や斛律孝卿らと袂を分かち、晋陽に留まって、莫多婁敬顕らとともに安徳王高延宗を皇帝に擁立した。信宿城が陥落すると、唐邕は北周に降り、儀同大将軍の号を受けた。のちに北周の鳳州刺史となった。隋の開皇初年に死去した。

## 逸話
- 文宣帝が童子仏寺に登ったとき、并州の城を望んで「これはどの程度の城か」と訊ねると、ある人が「これは金城湯池であり、天府の国です」と答えた。文宣帝は「わたしは唐邕を金城といっているので、これは金城ではないな」と言った。このように文宣帝は唐邕を重んじていた[5][6][24]。
- 羊汾堤での講武の日、文宣帝は自ら唐邕の手を取って、婁太后に引き合わせると、丞相の斛律金より上座に置いて、「唐邕は強幹で、1人で1000人に相当します」と太后に申し上げた[25][2][3]。
- 唐邕は文宣帝から1日に6度の賜物を贈られたことがあり、帝自ら着ていた青鼠の皮裘を脱いで贈られたこともあった[26][27][3]。
- 北斉では月例とは別に月に3回軍民に狩猟を教習させていたが、人馬が疲弊してきたため、唐邕は毎月2回に改めるよう奏上し、武成帝に聞き入れられた[5][6][7]。
- 唐邕が趙州刺史となると、武成帝は「朝臣には侍中・護軍・中正を兼ねながら州刺史となった者はいなかった。このたび卿にこのような兼任をさせたのは、異例のことだ。卿に百余日の休息を与えて、秋になれば即座に卿を呼び戻そう」と言った[28][6][7]。

## 妻
- 段氏（もとは文宣帝高洋の昭儀）[29]

## 子女
- 唐君明（開府儀同三司。隋の開皇初年に応州刺史として死去した）[30][31][23]
- 唐君徹（唐倹の父。中書舎人。隋の戎順二州刺史。大業年間に武賁郎将として死去した）[30][31][23]
- 唐君徳（唐邕が北周に降ったため処刑された）[30][31][23]

## 伝記資料
- 『北斉書』巻40 列伝第32
- 『北史』巻55 列伝第43